# Michal Kovář (1983)
Michal Kovář (* 2. června 1983, Olomouc) je český fotbalový záložník, nastupoval za kluby SK Sigma Olomouc, FC Hlučín, FC Vítkovice, FK Slavia Orlová a MFK Vítkovice. V létě 2009 se zúčastnil Světové letní univerziády v Bělehradě.